# Team Katusha Alpecin/Saison 2017
Diese Liste beschreibt die Mannschaft und die Erfolge des Radsportteams Team Katusha Alpecin in der Saison 2017.

## Erfolge in der UCI WorldTour
In den Rennen der Saison 2017 der UCI WorldTour gelangen die nachstehenden Erfolge.
| Datum        | Rennen                                 | Fahrer             |
| ------------ | -------------------------------------- | ------------------ |
| 1. Mai       | Eschborn–Frankfurt                     | Alexander Kristoff |
| 16. Juni     | 7. Etappe Tour de Suisse               | Simon Spilak       |
| 10.–18. Juni | Gesamtwertung Tour de Suisse           | Simon Spilak       |
| 30. Juli     | Prudential RideLondon & Surrey Classic | Alexander Kristoff |

## Erfolge in der UCI Europe Tour
In den Rennen der Saison 2017 der UCI Europe Tour gelangen die nachstehenden Erfolge.
| Datum        | Rennen                           | Kat. | Fahrer             |
| ------------ | -------------------------------- | ---- | ------------------ |
| 2. Februar   | 2. Etappe Valencia-Rundfahrt     | 2.1  | Tony Martin        |
| 2. Februar   | 2. Etappe Étoile de Bessèges     | 2.1  | Alexander Kristoff |
| 29. März     | 2. Etappe Drei Tage von De Panne | 2.HC | Alexander Kristoff |
| 27. Mai      | 4. Etappe Belgien-Rundfahrt      | 2.HC | Maurits Lammertink |
| 17. Juni     | 4. Etappe Ster ZLM Toer          | 2.1  | José Gonçalves     |
| 14.–18. Juni | Gesamtwertung Ster ZLM Toer      | 2.1  | José Gonçalves     |
| 11. August   | 2. Etappe Arctic Race of Norway  | 2.HC | Alexander Kristoff |

## Erfolge in der UCI Asia Tour
In den Rennen der Saison 2017 der UCI Asia Tour gelangen die nachstehenden Erfolge.
| Datum       | Rennen                   | Kat. | Fahrer             |
| ----------- | ------------------------ | ---- | ------------------ |
| 14. Februar | 1. Etappe Oman-Rundfahrt | 2.HC | Alexander Kristoff |
| 17. Februar | 4. Etappe Oman-Rundfahrt | 2.HC | Alexander Kristoff |
| 19. Februar | 6. Etappe Oman-Rundfahrt | 2.HC | Alexander Kristoff |

## Erfolge bei den Nationalen Straßen-Radsportmeisterschaften
In den Rennen zu den Nationalen Straßen-Radsportmeisterschaften 2017 gelangen die nachstehenden Erfolge.
| Datum    | Rennen                                     | Sieger        |
| -------- | ------------------------------------------ | ------------- |
| 23. Juni | Deutsche Meisterschaft – Einzelzeitfahren  | Tony Martin   |
| 23. Juni | Russische Meisterschaft – Einzelzeitfahren | Ilnur Zakarin |

## Zugänge – Abgänge
| Zugänge             | Team 2016                        | Abgänge               | Team 2017           |
| ------------------- | -------------------------------- | --------------------- | ------------------- |
| Jenthe Biermans     | SEG Racing Academy               | Sergei Tschernezki    | Astana Pro Team     |
| José Gonçalves      | Caja Rural-Seguros RGA           | Jacopo Guarnieri      | FDJ                 |
| Reto Hollenstein    | IAM Cycling                      | Wladimir Issaitschew  |                     |
| Robert Kišerlovski  | Tinkoff                          | Dmitri Kosontschuk    | Gazprom-RusVelo     |
| Maurits Lammertink  | Roompot Oranje Peloton           | Sergey Lagutin        | Gazprom-RusVelo     |
| Tony Martin         | Etixx-Quick Step                 | Alexander Porsew      | Gazprom-RusVelo     |
| Marco Mathis        | rad-net Rose Team                | Joaquim Rodríguez     | Karriereende        |
| Baptiste Planckaert | Wallonie Bruxelles-Group Protect | Jegor Silin           |                     |
| Mads Würtz Schmidt  | Virtu Pro Veloconcept            | Alexei Zatewitsch     | Gazprom-RusVelo     |
| Rick Zabel          | BMC Racing Team                  | Jurgen Van Den Broeck | Team Lotto NL-Jumbo |
|                     |                                  | Eduard Worganow       | Minsk Cycling Club  |
|                     |                                  | Anton Worobjow        | Gazprom-RusVelo     |

## Mannschaft
| Teamkader 2017                            | Teamkader 2017     | Teamkader 2017 | Teamkader 2017                          |
| Name                                      | Geburtsdatum       | Land           | Vorheriges Team                         |
| ----------------------------------------- | ------------------ | -------------- | --------------------------------------- |
| Maxim Belkow                              | 9. Januar 1985     | Russland       | Vacansoleil-DCM (2011)                  |
| Jenthe Biermans                           | 30. Oktober 1995   | Belgien        | SEG Racing Academy (2016)               |
| Sven Erik Bystrøm                         | 21. Januar 1992    | Norwegen       | Øster Hus-Ridley (2014)                 |
| José Gonçalves                            | 13. Februar 1989   | Portugal       | Caja Rural-Seguros RGA (2016)           |
| Marco Haller                              | 1. April 1991      | Österreich     | Adria Mobil (2011)                      |
| Reto Hollenstein                          | 22. August 1985    | Schweiz        | IAM Cycling (2016)                      |
| Robert Kišerlovski                        | 9. August 1986     | Kroatien       | Tinkoff (2016)                          |
| Pawel Kotschetkow                         | 7. März 1986       | Russland       | RusVelo (2013)                          |
| Wjatscheslaw Kusnezow                     | 24. Juni 1989      | Russland       | Itera-Katusha (2012)                    |
| Alexander Kristoff                        | 5. Juli 1987       | Norwegen       | BMC Racing Team (2011)                  |
| Maurits Lammertink                        | 31. August 1990    | Niederlande    | Roompot-Oranje Peloton (2016)           |
| Alberto Losada                            | 28. Februar 1982   | Spanien        | Caisse d'Épargne (2010)                 |
| Tiago Machado                             | 18. Oktober 1985   | Portugal       | NetApp-Endura (2014)                    |
| Matwei Mamykin                            | 31. Oktober 1994   | Russland       | Itera-Katusha (2015)                    |
| Tony Martin                               | 23. April 1985     | Deutschland    | Etixx-Quick Step (2016)                 |
| Marco Mathis                              | 7. April 1994      | Deutschland    | Rad-net Rose (2016)                     |
| Michael Mørkøv                            | 30. April 1985     | Dänemark       | Tinkoff-Saxo (2015)                     |
| Baptiste Planckaert                       | 28. September 1988 | Belgien        | Wallonie Bruxelles-Group Protect (2016) |
| Nils Politt                               | 6. März 1994       | Deutschland    | Stölting (2015)                         |
| Jhonatan Restrepo                         | 28. November 1994  | Kolumbien      | Coldeportes-Claro (2015)                |
| Mads Würtz Schmidt                        | 31. März 1994      | Dänemark       | Virtu Pro-Veloconcept (2016)            |
| Simon Špilak                              | 23. Juni 1986      | Slowenien      | Lampre-ISD (2011)                       |
| Rein Taaramäe                             | 24. April 1987     | Estland        | Astana (2015)                           |
| Ángel Vicioso                             | 13. April 1977     | Spanien        | Androni Giocattoli-CIPI (2011)          |
| Rick Zabel                                | 7. Dezember 1993   | Deutschland    | BMC Racing Team (2016)                  |
| İlnur Zäkärin                             | 15. September 1989 | Russland       | RusVelo (2014)                          |
| Piotr Havik (1. Aug.–31. Dez., Stagiaire) | 7. Juli 1994       | Niederlande    | Team 3M (2016)                          |
|                                           |                    |                |                                         |
| Quellen: ProCyclingStats Cycling Quotient |                    |                |                                         |